# Mussa Fazil Harerimana
 (juin 2020).
Musa (ou parfois Mussa) Fazil Harerimana, né le 1er janvier 1962, est un homme politique rwandais.

## Biographie
Conseiller technique à la Cour suprême du Rwanda et vice-président de la commission électorale nationale de 2000 à 2003, il participe à la Commission nationale Unité et réconciliation (2002-2006) et est nommé préfet de la province de Cyangugu (2003-2006).
En 2006, il prend la tête du Parti démocratique idéal (PDI, ancien Parti démocratique islamique rebaptisé en 2003) et entre au gouvernement comme ministre de la Sécurité intérieure, devenant un important soutien du président Paul Kagame. En 2015, il présente un amendement à la constitution permettant au président de se représenter aux élections de 2017. Écarté du gouvernement en 2016, il est élu député en 2018 et devient vice-président de la Chambre, chargé des finances et de l'administration.